# Och skeppet går
Och skeppet går (italienska: E la nave va) är en fransk-italiensk dramafilm från 1983 i regi av Federico Fellini, med Freddie Jones, Barbara Jefford och Victor Poletti i huvudrollerna. Handlingen utspelar sig i juli 1914, och följer ett antal förvecklingar på en lyxångare, där en grupp med teater- och operafolk samlats för att sprida en berömd operasångerskas aska i havet. Filmen gick upp på svensk bio 26 april 1985 genom Rosenbergs Filmbyrå. Filmaffischen är tecknad av serieskaparen Jacques Tardi.

## Roller
- Freddie Jones som Orlando
- Barbara Jefford som Ildebranda Cuffari
- Victor Poletti som Aureliano Fuciletto
- Peter Cellier som Sir Reginald Dongby
- Elisa Mainardi som Teresa Valegnani
- Norma West som Lady Violet Dongby
- Paolo Paolini som Maestro Albertini
- Sarah-Jane Varley som Dorotea
- Fiorenzo Serra som storhertigen
- Pina Bausch som prinsessan
- Pasquale Zito som greve Bassano
- Janet Suzman som Edmea Tetua
- Linda Polan som Ines Ione
- Philip Locke som premiärministern
- Jonathan Cecil som Ricotin
- Maurice Barrier som Ziloev
- Fred Williams som Sabatino Lepori

## Mottagande
Bernt Eklund skrev i Expressen: "Det är förkonstling driven till skön konst på Fellinis omisskännligt personliga vis. Ett lysande spektakel om en förgången värld. Fångad i det ögonblick den förgick." Elisabeth Sörenson skrev i Svenska Dagbladet att det kan vara svårt att få klarhet i vilka metaforer filmen vill förmedla, om några. Sörenson fortsatte: "Men filmen är också en upplevelse av annat slag: mellan dröm och verklighet, mellan opera och halvdokumentär. Tavlor i kalla och varma färger från en epok och en livsstil som gått i graven. ... Man tar emot med alla sinnen och tackar därtill, för det är ju inte någon vanlig syn på filmens hav." Den svenska regissören Roy Andersson har nämnt filmen som en viktig influens för sin egen stil.